# Walter Kaestner

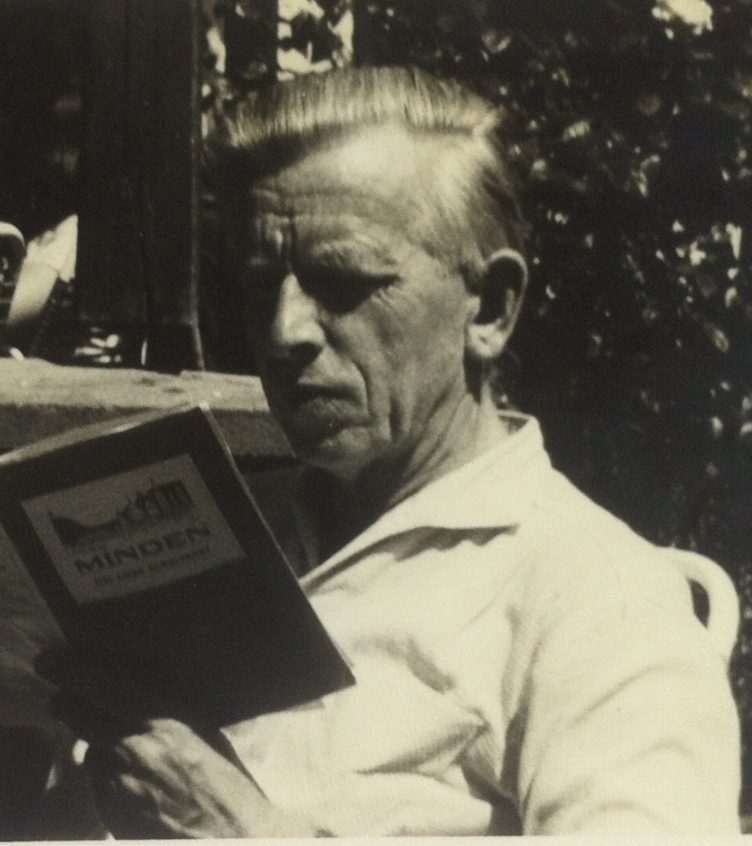
Walter Kaestner, um 1970

Walter Kaestner (* 8. Januar 1912 in Lokstedt bei Hamburg; † 13. Mai 2005 in Hamburg) war ein deutscher Philologe, Anglist, Germanist und Slawist.
Schwerpunkt seiner Forschungen war der Austausch der slawischen und niederdeutschen Sprachen. Neben seiner 1937 vorgelegten Promotion Die deutschen Lehnwörter im Polnischen, Bd. 1 (Lautlehre), die durch Vermittlung von Max Vasmer als Veröffentlichung des Slawischen Instituts der Friedrich-Wilhelms-Universität Berlin (der heutigen Humboldt-Universität) als Buch erschien, folgten zahlreiche Veröffentlichungen zu den Orts- und Gewässernamen Ostholsteins und des Wendlands, der wichtige Aufsatz Niederdeutsch-Slawische Interferenzen (1983), sowie Mittelniederdeutsche Elemente in der polnischen und kaschubischen Lexik (1987).

## Leben
Walter Kaestner wurde als jüngster Sohn des Kaufmanns Emil Kästner und seiner Frau Auguste (geb. Blersch) im damals preußischen Lokstedt bei Hamburg geboren.
Nach dem Abitur Ostern 1931 studierte er an der dortigen Hansischen Universität Germanistik, Anglistik und Slawistik bei den Professoren Agathe Lasch, Conrad Borchling, Gustav Rosenhagen, Wolff, und besuchte die Vorlesungen von Ernst Cassirer und Arthur Byhan.
1937 legte er seine Dissertation Die deutschen Lehnwörter im Polnischen vor, die 1938 zuerst im Verlag Preilipper (Hamburg) und im folgenden Jahr im Verlag Harrassowitz (Leipzig) als gebundene Ausgabe herauskam. Ihr sollte damals ein >Wörterbuch (als Band 2 der Dissertation) folgen.

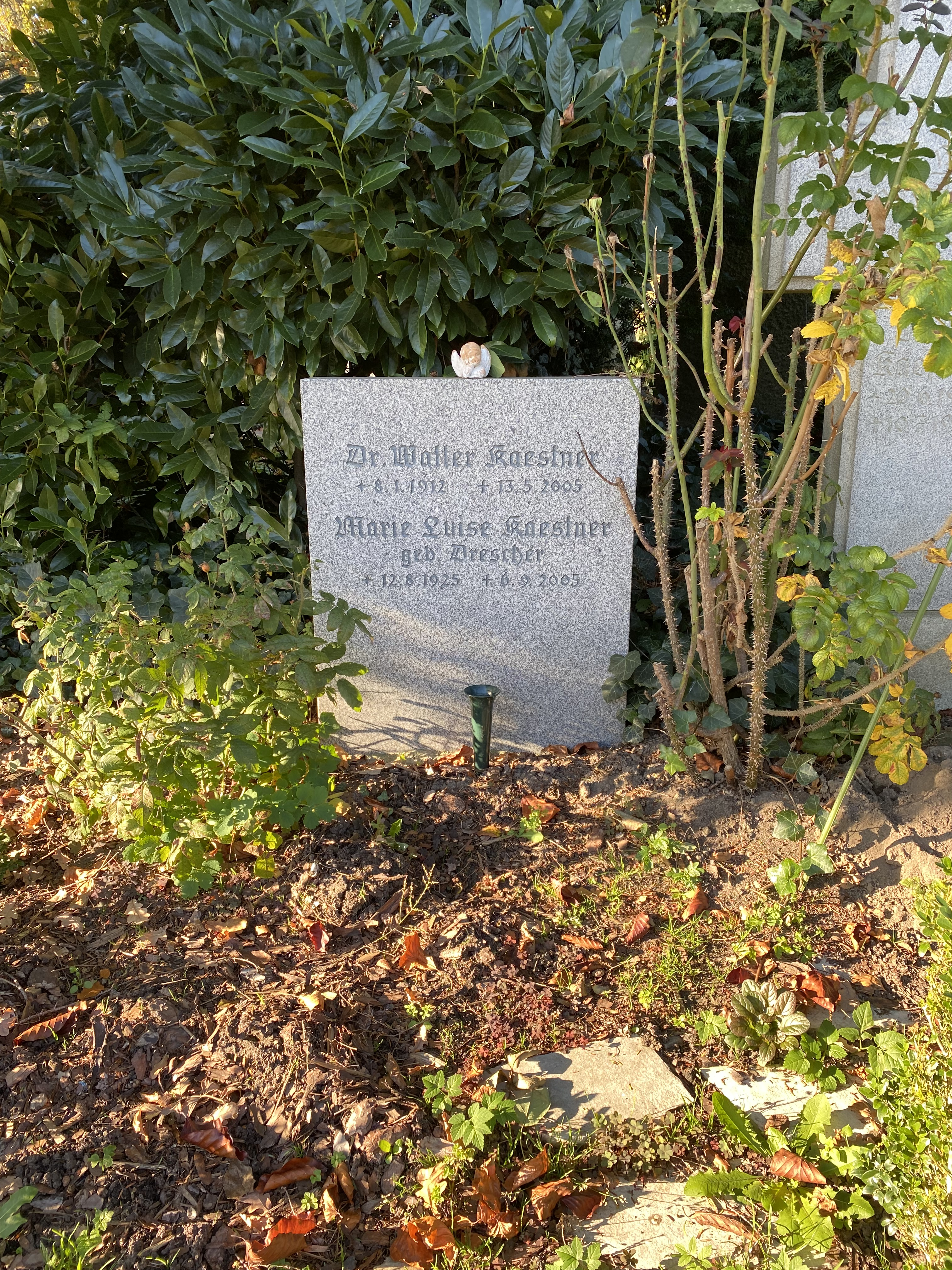
Grabstätte auf dem Neuen Friedhof Niendorf

Durch den Beginn des Zweiten Weltkrieges, die Einberufung an die finnische Front und eine lange Gefangenschaft in Russland wurde seine wissenschaftliche Arbeit bis in die 1950er Jahre unterbrochen.
Seine Dissertation ,Die deutschen Lehnwörter im Polnischen' wurde 1967 vom Verlag >Krauss Reprint (Nendeln/Liechtenstein) als Wiederauflage herausgegeben.
Nach einigen Jahren Lehrtätigkeit am Bismarck-Gymnasium Hamburg erlangte er in den 1970er und 1980er Jahren durch eine jüngere Slawisten- und Germanisten-Generation (Gilbert de Smet, André de Vincenz, Gerhard Cordes, Jürgen Udolph u. a.) sowie den ostdeutschen Slawisten Hans Holm Bielfeldt und Ernst Eichler erneute Anerkennung.
Durch Ernst Eichlers Vermittlung gelangte sein wissenschaftlicher Nachlass an das Leibniz-Institut für Geschichte und Kultur des östlichen Europa nach Leipzig.
Neben seinen sprachwissenschaftlichen Forschungen engagierte er sich seit 1952 in der Zentralstelle für Niedersächsische Familienkunde e.V., deren Vorsitzender er von 1963 bis 1982 war. In den Beginn seiner Amtszeit fiel die Umbenennung des Vereins, der seit Mitte 1963 seinen heutigen Namen Genealogische Gesellschaft Hamburg trägt.
Der Künstler Arnd Kaestner ist sein Sohn. Walter Kaestner verstarb im Alter von 93 Jahren. Seine letzte Ruhestätte befindet sich auf dem Neuen Niendorfer Friedhof in Hamburg.

## Veröffentlichungen
- Die plattdeutschen Mundarten in Schleswig-Holstein. Hamburg: Paul Evert-Verlag, 1938.
- Die deutschen Lehnwörter im Polnischen Bd.1 (Lautlehre), EA Hamburg: Preilipper, 1939, 2. Auflage Leipzig: Harrassowitz, 1939 als Schriftenreihe des Slavischen Instituts der Friedrich-Wilhelms-Universität.
- Niederdeutsch-Slavische Interferenzen. In: Handbuch zur Niederdeutschen Sprach- und Literaturwissenschaft (Hrsg. Gerhard Cordes und Dieter Möhn). Berlin. E.Schmidt-Verlag 1983.
- Conrad Borchling und die deutsche Slavistik. In: Festschrift für C.Borchling (1872–1946), Neumünster: Wachholtz, 1972.
- Zum Alter der slavischen Siedlung im Wendland. In: Hannoversches Wendland, Jahresheft 1978.
- Zu den slavischen Ortsnamen des Hannoverschen Wendlands. In: Hannoversches Wendland. Nr. 11, 1986.
- Slavisches im Wortschatz der niederdeutschen Mundarten. In: Die Heimat,85. Jg., Nr. 6, Neumünster: Wachholtz, 1978.
- Mittelniederdeutsche Elemente in der polnischen und kaschubischen Lexik. In: Sprachkontakte in der Hanse. Akten des 7. Internationalen Symposions über Sprachkontakte in Europa. Hrsg. Sture Ureland, Tübingen: Niemeyer, 1987.
- Russisch „skividor“ Stauer. In: Zeitschrift für slavische Philologie Bd. 42, Heft 2. Heidelberg: Winter, 1981.
- Das polabische Reliktwort „Jichel“ und seine Verbreitung. In: Zeitschrift für slavische Philologie, Bd. 39 Heft 1, Heidelberg: Winter, 1976.
- Bemerkungen zu einigen polnischen Lehnwörtern aus dem Deutschen (II). In: Zeitschrift für slavische Philologie, Bd. 43, Heft 1, Heidelberg: Winter, 1983.
- Zum mecklenburgischen Ortsnamen „Findenwirunshier“. In: Zeitschrift für Slavistik, Jg. 25 Heft 4. Berlin, 1980.
- Zur Ostverbreitung von niederländisch / niederdeutsch „tine“. In: Wortes Anst Verbi Gratia. Festschrift für Gilbert de Smet. Leuwen: Acco, 1985.
- Mecklenburgisch „Snop, Flachsbündel“. In: Niederdeutsches Wort, Bd. 16 Münster: Aschendorff, 1976.
- Polnisch „kryptuch, kreptuch, russisch reptuch“. In: Zeitschrift für slavische Philologie, (45.) Heft 2, Heidelberg: Winter, 1986.
- Polnisch „bursztyn“, „Bernstein“. In: Specimina Philologiae Slavicae. Supplementband 32, München: Otto Sagner, 1987.
- Das Wendland-Lexikon (2 Bde.) Hrsg. von Wolfgang Jürries, Lüchow-Dannenberg, 2000 ff. Darin zahlreiche Erklärungen der Orts- und Gewässernamen von Walter Kaestner.
- Rezension zu: Antje Schmitz. Die Orts- und Gewässernamen in Ostholstein. In: Jahrbuch des Vereins für Niederdeutsche Sprachforschung. Kiel: Wachholtz. (104.) 1981. S. 178–183
- Rezension zu: Janusz Rieger. Gewässernamen im Flußgebiet des Wislok. In: Indogermanische Forschungen. Berlin/New-York: Walter de Gruyter, (93.) 1990. S. 373–375
- Heinrich Schllfkowitz. ,Hannoversches Wendland-niemals slavisch'. Rezension in: Hannoversches Wendland (12.) 1987, S. 173–188
- Tensfeld. Überlegungen zu einem Ortsnamen. In: Heimatkundliches Jahrbuch für den Kreis Segeberg, (38.) 1992
- Plädoyer für ein "Lüneburger"Wendland. In: Hannoversches Wendland 14 (1992/93) S. 77–80
- Kembs – Eine heidnische Kultstätte? In.Heimatkundliches Jahrbuch für den Kreis Segeberg (35.) 1989 S. 22–24
- Die Einwohner des Kirchspiels Warder 1666–1697. In: Zeitschrift für Niedersächsische Familienkunde, (28.) 1953
- Personenverzeichnis zu den Heuerregistern des Amtes Ahrensbök, (36.) 1961
- Die Ahnen der Elisabeth Gerdes, Urgroßmutter des dänischen Dichters Oehlenschläger. (53.) September 1978
- Das Papiermachergeschlecht Tegtmeyer in Holstein und Niedersachsen. In: Zeitschrift für Niederdeutsche Familienkunde. (46.) 1971, S. 154–16
- Die Einwohner des Kirchspiels Kirchgellersen bei Lüneburg 1641 ff. In: Zeitschrift f.Niederdeutsche.Familienkunde 44. Heft 5, 1969
- Die Herkunft des Papiermachergeschlechts Cowalsky in Mecklenburg. In: Zeitschrift f.Nd.Familienkunde 50. Heft 6, 1975
- Ein Einwohnerverzeichnis des Dorfes Gnissau, Kreis Eutin, aus dem Jahr 1596. In: Zeitschrift f.Nd.Familienkunde 40 Heft 2,1965
- Zur Genealogie der Lübecker Familie Hartwig. In: Zeitschrift f.Niederdeutsche Familienkunde 47. Heft 5, 1973
- Germanistische Aspekte der deutsch-polnischen Lehnwortforschung. In: Alek Pohl, André de Vincenz (Hrsg.) Deutsch-polnische Sprachkontakte. Beiträge zur gleichnamigen Tagung 1984 (= Slavistische  Forschungen Bd. 52), 1987 (S. 89–102)

Varia / Musikgeschichtliche Aufsätze:
- Hans von Bülows Aufsatz ,Zur deutschen Militärmusik' von 1858. In: Mitteilungsblatt des Arbeitskreises Militärmusik 21, 1983
- Ein Armeemarsch als Volkstanz. (Armeemarsch II, 160) Ebda: Mitteilungsblatt 26, 1985
- Eine zeitgenössische Kritik an der deutschen Militärmusik (Riehl 1853) Ebda.: Mitteilungsblatt 3,1979
- Der Armeemarsch II,203, Militärmarsch von Pauline Viardot-Garcia. Ebda.: Mitteilungsblatt 15,1982